# شركة الإمارات للصناعات العسكرية
كانت شركة الإمارات للصناعات العسكرية شركة قابضة للصناعة الدفاعية، ولديها عقد من الشركات التابعة لصناعة الدفاع حيث قامت دولة الإمارات العربية المتحدة بدمج الشركات الصغيرة المتخصصة في الصناعة الدفاعية لإنشاء كيان ضخم يمكنه تصنيع منتجات قادرة على المنافسة عالميا من حيث الجودة و التكلفة.
.وتعتبر شركة الإمارات للصناعات العسكرية شركة متكاملة للتصنيع الدفاعي ويزيد عدد العاملين في مجموعتها عن عشرة آلاف من الكفاءات والخبرات في قطاع التصنيع الدفاعي يعملون في المجالات الصناعية الجوية والبرية والبحرية .

## التاريخ
في عام 2014، تشكل اندماج 11 شعبة لشركات الاستثمار الحكومية: مبادلة للتنمية، توازن القابضة ومجموعة الإمارات المتقدمة للاستثمار 
شركة إيدك مملوكة بشكل مشترك لشركة مبادلة للتنمية، وهي صندوق استثماري لإمارة أبوظبي (60٪)  وشركة التوازن القابضة.
في نوفمبر 2019، تم دمج الشركة القابضة في مجموعة إيدج، وهي شركة قابضة جديدة لصناعة الدفاع مملوكة أيضًا الإمارات العربية المتحدة يتبعها من 25 شركة تابعة .

## التمويل
يلعب مجلس التوازن الاقتصادي – المعروف سابقاً بمكتب برنامج التوازن الاقتصادي – دوراً أساسياً في تمويل المبادرات الصناعية الوطنية وفي شباط/فبراير2019، تم إنشاء صندوق تنمية القطاعات الدفاعية والأمنية الذي بلغ رأسماله التأسيسي 680 مليون دولار أميركي

## الأهداف
يحتلّ تعزيز شركات الدفاع المحلية حيّزاً بارزاً في "الرؤية الاقتصادية 2030 لإمارة أبو ظبي".وذلك للاسباب التالية:
- يُتيح تدعيم قاعدة صناعية دفاعية محلية للدولة
- يعزز استقلالية الدولة الاستراتيجية
- يخفض اعتماد الدولة على السلاح الخارجي.

## الشركات التابعة لها

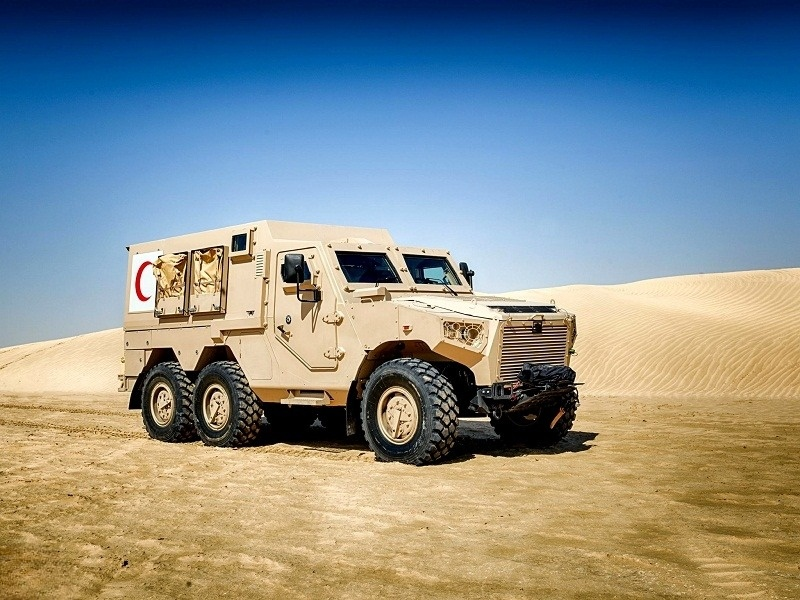
نمر حفيت من انتاج شركة نمر للسيارات

وتضم محفظة الإمارات للصناعات العسكرية كل من الشركات التالية:
- المركز العسكري المتطور للصيانة والإصلاح والعمرة " أمرك "
- شركة جلوبال إيروسبيس لوجيستكس " جال
- الطيف للخدمات الفنية.
- .بيانات للخدمات المساحية
- هورايزون
- أكاديمية الطيران الدولية
- نمر للسيارات
- توازن داينامكس
- أبوظبي لاستثمارات الأنظمة الذاتية " أداسي "
- بركان
- كراكال العالمية
- كراكال للذخائر الخفيفة
- توازن للصناعات الدقيقة
- " سي 4 للحلول المتقدمة "
- شركة الحلول البحرية المتقدمة " ناس "
- شركة الاتصالات الآمنة
- شركة تاليس للحلول المتقدمة " تاس ".

## مجالات التصنيع
تنتمي الصناعات العسكرية التي تنتجها شركة الإمارات للصناعات العسكرية إلى عدة مجالات أهمها :
- الصناعات الفضائية.
- إنشاء سفن الإنزال والفرقاطات والقوارب السريعة.
- تصنيع الأسلحة الفردية.
- صناعة طائرات من دون طيار.
- تصنيع المناطيد الهوائية.
- تصنيع أنظمة التوجيه
- تصنيع ذخائر المشاة والمدفعية
- تصنيع قنابل الطائرات.
- تصنيع مركبات النقل العسكري.
- صناعة طائرات التدريب.
- تصنيع طائرات خفيفة مثل "بدر - 250".
- تصنيع صواريخ "جو - أرض".
- تصنيع منظومات الدفاع الجوي مثل "سكاي كيه نايت"

## معارض الدفاع الخاصة بالصناعات العسكرية
معرض الدفاع الدولي (آيدكس)
معرض الدفاع البحري (نافدكس)

## معرض الدفاع الدولي (آيدكس)
معرض الدفاع الدولي "آيدكس"هو أحد أهم المعارض على مستوى العالم، منذ 30 عاما،ويعد وأكبرها على مستوى المنطقة، ويشهد انعقاده كل عامين مشاركة مئات الشركات العالمية المتخصصة في الصناعات الدفاعية.وقد شاركت أكثر من 1350 شركة محلية وعالمية من 65 دولة حول العالم في دورة العام 2023ووصل عدد الزوار إلى ما يزيد عن 130 ألف زائر 
وقد أكد نائب رئيس دولة الإمارات الشيخ محمد بن راشد آل مكتوم، أهمية معرض "آيدكس " بقوله:
«"منذ انطلاق دورته الأولى في العام 1993، كان معرض "آيدكس" شاهداً على تطور صناعاتنا الدفاعية، وحضورها في مختلف المعارض الدولية التي تشارك فيها. وهو حضور يحظى بالموثوقية نتيجةً لمكانة دولتنا وصدقية سياساتها وتعاملاتها، وكذلك نتيجة جودة وتميز صناعاتنا الدفاعية، وتنافسية إنتاج مصانعنا من الأسلحة التقليدية والأسلحة ذاتية التشغيل والمسيّرات، وأنظمة المراقبة الجوية المتقدمة وأنظمة الصواريخ الدقيقة، والتطبيقات الدفاعية للتكنولوجيا المتقدمة والذكاء الصناعي، وغير ذلك الكثير".»

## معرض الدفاع البحري (نافدكس)
يساهم معرض نافدكس في أبوظبي في إرساء التعاون وتبادل المعرفة والخبرات في قطاع الدفاع البحري العالمي، ويعرض أحدث المستجدات في صناعة الدفاع البحريوشهدت دورة 2023 إقامة معرض نافدكس للمرة الأولى في قاعة مارينا أدنيك ومساحتها تتجاوز الـ 10 آلاف متر مربع، وتعد الأكبر من نوعها في منطقة الشرق الأوسط، مما ساهم في نمو عدد الشركات العارضة لمعرض نافدكس بنسبة 206% مقارنة مع دورة 2021

## العتاد العسكري للجيش الإماراتي
يضم العتاد العسكري للجيش الإماراتي :
- 565 طائرة حربية
- 274 دبابة
- 26 ألفا و196 مركبة
- 124 مدفعا ذاتي الحركة
- 40 راجمة صواريخ
- 79 وحدة بحرية.

## تصنيف الجيش الإماراتي
يصنف الجيش الإماراتي في المركز السابع في الشرق الأوسط والمركز الـرابع عربيا ويحتل المركزالـ 22 بين أقوى الجيوش الأسيوية..